# Juan Carlos La Rosa
Juan Carlos La Rosa Llontop, né à Tumán au Pérou le 3 février 1980, est un footballeur international péruvien qui évoluait au poste de milieu de terrain.

## Biographie

### Carrière en équipe nationale
International péruvien, Juan Carlos La Rosa reçoit 16 sélections de 2004 à 2009. Il prend part à la Copa América 2004 organisée au Pérou.

## Palmarès
| Cienciano del Cusco - Copa Sudamericana (1) : - Vainqueur : 2003. - Recopa Sudamericana (1) : - Vainqueur : 2004. |  | Alianza Lima - Championnat du Pérou (1) : - Champion : 2006. |  | Universitario de Deportes - Championnat du Pérou (1) : - Champion : 2013. |